# موش جنگلی کوه آپو
موش جنگلی کوه آپو (نام علمی: Apomys hylocetes) نام یک گونه از سرده موش‌های جنگلی فیلیپین است.